# OpenBitTorrent
OpenBitTorrent（OBT）は、BitTorrentプロトコル用のオープンなBitTorrentトラッカープロジェクトである。

## 概要
OpenBitTorrentは、インデックスサイトやトレントファイルのホスティングと無関係な、無料かつ安定したサービスの提供を目的としており、これは公的に成功を収め、ほぼ同一のサービスを提供する複数の模倣プロジェクトを生み出した。
OpenBitTorrentは、パイレート・ベイの一部、あるいはサイドプロジェクトであると疑われた。これは、初期の段階で両サイトが同じトラッカーを使用していることが観察されたためである。これに対しOpenBitTorrentプロジェクトは、両サイトは初期（2009年2月から8月）にフレドリック・ネーイおよびDCP Networksによって運用されたトラッカークラスタを共有していただけであると反論した。
2010年5月22日、OpenBitTorrentのトラッカーは停止された。これは、多くのハリウッド大手スタジオがパイレート・ベイに対して起こした訴訟の結果であった。その後、トラッカーは再びオンラインとなった。
OpenBitTorrentはopentrackerを使用して運用されている。パイレート・ベイも、独自のトラッカーを停止するまではopentrackerソフトウェアを使用していた。
2012年7月16日から8月2日まで、OpenBitTorrentは、パイレート・ベイの共同創設者フレドリック・ネーイによって提案された、uTorrent開発者によるプロトコル改良の導入が進まないことに抗議してオフラインとなった。この抗議の結果、多くのユーザーがBitTorrent上でのファイルダウンロードに支障をきたした。
2014年12月5日から12月30日まで、OpenBitTorrentのウェブサイトおよびトラッカーはアクセス不能となった。これは、パイレート・ベイの共同創設者フレドリック・ネーイの逮捕と関連していた可能性がある。
2015年5月5日、OpenBitTorrentのトラッカーはオンラインに復帰したが、ウェブサイトには依然としてトラッカーのアドレスが表示されていなかった。
ウェブサイトは2017年7月に再び閉鎖されたが、2018年後半には一時的にオンラインに復帰し、2019年後半には再び応答しなくなった。
2020年には、ウェブサイトが別のトラッカーであるOpentrackerにリダイレクトされていた。しかし、1年後の2021年1月には、OpenBitTorrentは独自のトラッカーとウェブサイトとともに再びオンラインに復帰した。